# Южный Ачех
Южный Ачех (индон. Aceh Selatan) — округ в провинции Ачех. Административный центр — город Тапактуан.

## История
Округ был образован 4 ноября 1956 года. В 2002 году из него были выделены округа Юго-западный Ачех и Ачех-Сингкил.

## Население
Согласно переписи 2008 года, на территории округа проживало 206 252 человека.

## Административное деление
Округ Южный Ачех делится на следующие районы:
- Баконган
- Баконган Тимур
- Клуэт Селатан
- Клуэт Тенгах
- Клуэт Тимур
- Клуэт Утара
- Лабухан Хаджи
- Лабухан Хаджи Барат
- Лабухан Хаджи Тимур
- Мёкэк
- Пасиэ Раджа
- Сама Дуа
- Саванг
- Тапак Туан
- Трумон
- Трумон Тимур